# Santas Martas (kommunhuvudort)
Santas Martas är en kommunhuvudort i Spanien.   Den ligger i provinsen Provincia de León och regionen Kastilien och Leon, i den norra delen av landet, 260 km nordväst om huvudstaden Madrid. Santas Martas ligger 838 meter över havet och antalet invånare är 958.
Terrängen runt Santas Martas är platt. Runt Santas Martas är det mycket glesbefolkat, med 6 invånare per kvadratkilometer. Närmaste större samhälle är Valencia de Don Juan, 19,5 km sydväst om Santas Martas. Trakten runt Santas Martas består till största delen av jordbruksmark.